# Melni
Melni (en rus: Мельны) és un poble de l'óblast de Pskov, a Rússia, segons el cens del 2010 tenia 14 habitants. Pertany al districte d'Usviati.